# Igor Diwiejew
Igor Siergiejewicz Diwiejew (ros. Игорь Сергеевич Дивеев, ur. 27 października 1999 w Ufie) – rosyjski piłkarz grający na pozycji obrońcy w rosyjskim klubie CSKA Moskwa oraz w reprezentacji Rosji. Uczestnik Mistrzostw Europy 2020.

## Statystyki kariery

### Klubowe
| Klub               | Sezon              | Liga               | Liga    | Liga   | Puchar kraju | Puchar kraju | Kontynentalne | Kontynentalne | Suma    | Suma   |
| Klub               | Sezon              | Poziom             | Występy | Bramki | Występy      | Bramki       | Występy       | Bramki        | Występy | Bramki |
| ------------------ | ------------------ | ------------------ | ------- | ------ | ------------ | ------------ | ------------- | ------------- | ------- | ------ |
| FK Ufa             | 2018–19            | Priemjer-Liga      | 2       | 0      | 1            | 0            | 0             | 0             | 3       | 0      |
| FK Ufa-2           | 2018–19            | PFL                | 2       | 0      | –            | –            | –             | –             | 2       | 0      |
| CSKA Moskwa        | 2018–19            | Priemjer-Liga      | 10      | 0      | –            | –            | –             | –             | 10      | 0      |
| CSKA Moskwa        | 2019–20            | Priemjer-Liga      | 26      | 0      | 3            | 1            | 6             | 1             | 35      | 2      |
| CSKA Moskwa        | 2020–21            | Priemjer-Liga      | 23      | 2      | 3            | 0            | 6             | 0             | 32      | 2      |
| CSKA Moskwa        | Łącznie            | Łącznie            | 59      | 2      | 6            | 1            | 12            | 1             | 77      | 4      |
| Łącznie w karierze | Łącznie w karierze | Łącznie w karierze | 63      | 2      | 7            | 1            | 12            | 1             | 82      | 4      |

### Reprezentacyjne
| Reprezentacja | Rok  | Występy | Bramki |
| ------------- | ---- | ------- | ------ |
| Rosja         |      |         |        |
| 2020          | 2    | 0       |        |
| 2021          | 1    | 0       |        |
| Suma          | Suma | 3       | 0      |